# Sévérac-l’Église
Sévérac-l’Église korábbi község Franciaország Okcitánia régiójában, Aveyron megyében. Lakosainak száma 415 fő (2018. január 1.). Sévérac-l’Église Gaillac-d’Aveyron, Ségur, Palmas-d'Aveyron és Palmas községekkel határos.
2016. január 1-jén Laissac korábbi községgel egyesült és az így létrejött Laissac-Sévérac l’Église új község része lett.

## Népesség
A település népessége az elmúlt években az alábbi módon változott:
| Lakosok száma | 486  | 428  | 366  | 415  | 418  | 412  | 421  | 429  | 414  | 415  |
|               | 1962 | 1968 | 1982 | 1990 | 1999 | 2008 | 2011 | 2013 | 2017 | 2018 |